# Saboureux de Fontenay
Saboureux de Fontenay (* um 1738 in Versailles; + etwas vor 1823) war der erste sprechende und schreibende Gehörlose, der selbst über seine Erfolge im Sprechen berichtete.

## Leben
Saboureux de Fontenay war der taube Sohn eines Marechal de Logis der Chevau-legers der königlichen Garde. Seine Kindheit verbrachte er bei Montpellier und in den Cevennen.
In Montpellier traf er seinen ersten Lehrer Ingenieur Lucas und lernte dort Lesen sowie Schreiben.
1756 lebte er in der Abtei von Saint-Germain-des-Pres und stand dort in Kontakt mit Dom Noel. Bei der Machine Royale de Marly lebte er 1777. Er hatte Kontakte zu Gelehrten seiner Zeit und war selber seit 1770 als Lehrer für Gehörlose tätig.
Er beschäftigte sich mit vielen Dingen und war eher Gegner der Gebärdensprache.

## Spracherwerb
1750 wechselte Fontenay, auf Herzog von Chaulnes Wunsch hin, mit 12–13 Jahren zu Pereira in den Unterricht. Der Herzog war 1733 bereits Etienne de Fay begegnet.
Etwas später im Januar 1751 trat Fontenay dann mit Pereira vor der Wissenschaftsakademie in Paris auf und drei Jahre später vor dem polnischen König Stanislaus.
1756, fünf Jahre nach seinem Auftritt vor der Academie des Sciences, verfasste de Fontenay einen Brief über sein Tonempfinden an La Condamine. Monsieur Ernaud rezitierte fünf Jahre später diese bzw. ähnliche Aussagen als Ergebnis von de Fontenays Experimenten. Jacob Rodrigues Pereira behauptete, dass Ernaud diese Aussagen aus Fontenays Briefen an La Condamine entnommen ohne Abschriften zu besitzen. Nur der Herzog von Chaulnes (Föderer Pereiras und Pate Fontenays) und Pereira selbst besaßen Abschriften zu Selbstaussagen von Fontenay. Das war neu, da Fontenay nicht nur selbst als Wissenschaftsobjekt fungierte, sondern auch seine Gelehrsamkeit begründete.

## Lettresdes Sabourex de Fontenay
Fontenay veröffentlichte vier bedeutende Briefe, die ihm seinen weiteren Weg ebneten.:
- 1756 Lettre a M. La Condamine
- 1765 Lettre a Mademoiselle
- 1773 Lettre a l'Auteur de ce Recuell
- 1773/1774 Dialogue entre le Comte de Bissy et le Chevalier Detavigni.

Der Lettre a Mademoiselle ist der am häufigsten rezitierte Brief, da hier im Vergleich zum Lettre a M. La Condamine Fontenay nicht nur Auskünfte zu seinem Tonempfinden, sondern zu seinem Weg des Spracherwerbs macht. Im Lettre a l'Auteur de ce Recuell legt Fontenay sein Verständnis von Klang und Farbe eines gehörlosen Gelehrten offen. Im Dialogue entre le Comte de Bissy et le Chevalier Detavigni zwischen Comte de Bissy und Chevalier d'Etavigny wird Fontenay eigentlich nicht erwähnt, aber die Aussagen des Chevalier zur eigenen Kindheit entsprechen denen Fontenays aus seinem Lettre a Mademoiselle. 1780 verwies Fontenay darauf, dass er den Dialog mit Comte de Bissy geführt hat, da D'Azy d'Etavigny in Amiens und Beaumont-en-Auge aufwuchs.
Aus diesen Briefen lässt sich ein Verständnis seiner Erfahrungen als Gehörloser, seiner Vorstellung über Gehörlosigkeit und Erziehung sowie der physikalischen Gemeinsamkeit zwischen Klang und Ton ableiten.

## Fontenays Spracherwerb eines Gehörlosen
Fontenay nutzte in seinen Werken seine vielfältigen Blickwinkel. Er war dort nicht nur ein beobachtetes Objekt, sondern erklärte auch seine Sichtweise realen/fiktiven fragenden Personen. Das war zu dieser Zeit etwas neues.
In den Sprachinszenierungen Pereires mit seinen tauben Schülern begründeten physiologische Modelle die Annahme, dass hörende Erzieher wie Pereire die sprachlich inaktiven Gehörlosen zur Sprache anregen und anleiten. Fontenay übernahm diese Auffassung, gelangte jedoch mit seinem Blickwinkel eines Gehörlosen zu einem völlig anderen Rückschluss dazu.
Seinen ersten Grundgedanken für die sensualisierte Sprachphilosophie kennzeichnende Auffassung vom Spracherwerb verschriftlichte Fontenay 1765 als Zusammenwirken von Grundbedürfnissen, sensuellen Impressionen, Gedächtnis und Erfahrung. Erst durch eine ständige Wiederholung und eine Reaktion der Umwelt darauf, begreife das Kind die Sprache. Durch das Gedächtnis und von Erfahrung werde dann das Verstehen der Wörter ermöglicht und durch regelmäßige Übung werden die Artikulationsorgane beweglich. Zugleich ist das soziale Milieu dann auch prägend für Grammatik und Semantik. Die Natürlichkeit des Spracherwerbs liegt somit in dessen organischer Grundlage sowie in den sozialen Mechanismen von Wiederholung und Einübung.
In den 3 Briefen von 1756, 1765 und 1773 ist der zweite Grundgedanke der Zusammenhang der fünf Sinne. Der Geruchssinns wird hier auch zum konstruieren einer Sprache hervorgehoben. Fontenay begriff die Nervenerschütterung (Stimulation) als physiologische Grundlage der Wahrnehmung, des Begreifens und der Kommunikation, als mechanischen Zusammenhang von Sinneseindruck und Artikulation der Seelenbewegung. Der ursprüngliche Ausdruck ist somit die körperliche und physiologisch beschreibbare Bewegtheit, die durch jeden der fünf Sinne ausgelöst werden kann. Ebenso wie Tiere vom Morgenrot bewegt werden, stimuliere der Anblick bestimmter Farben den Menschen. 1773 schrieb Fontenay von einem optischen Theater, welches durch Gleichklang und Dissonanz die Seele bewegen und ihr so Bedeutungen vermitteln kann. Damit ist das sensualistische pädagogische Theater des 18. Jahrhunderts gemeint, in dem versucht wurde Inhalte und Tugenden durch Sinneseindrücke zu vermitteln. Es ist damit auch die Farbenmusik und das entworfene Farbenklavier von Louis Bertrand Castel gemeint. Fontenay beschrieb damit auch die physikalischen und physiologischen Grundlagen einer sinnesübergreifenden Ästhetik, die er im Verhältnis zur kosmischen Harmonie der Sternenbewegung setzte. Musik sei eine gelehrte, in Harmonie gebrachte Form der Bewegung der Luft, welche über die Ohren die Fasern des Körpers anrege und so auf die Seele einwirke. Der Tanz wiederum sei der Ausdruck der angeregten Fasern. Die Frequenzen der Töne entsprächen jenen Farben, weshalb optische Symmetrie, deren Material das natürliche Farbenspiel und -spektrum sei, ebenso wirkte wie tonaler Gleichklang und also auch zur Konstruktion sprachlichen, bedeutungstragenden und geordneten Ausdrucks dienen könnte. Fontenay griff zeitgenössische Auffassung von Musik als zugleich Kunst der Bewegung wie auch Wissenschaft von Proportionen auf und machte sie mittels der Theorie der Nervenerschütterung zur Grundlage auch visueller Ausdrucksformen.
Theorie und Ästhetik zog Fontenay auch zur Erläuterung des Spracherwerbs Gehörloser heran. Dabei ist Sehen der primäre Sinn Gehörloser zur Wahrnehmung der Seelenbewegung (tableau) des Gegenübers um die Signifikanz eines sonst linearen Satzes zu erfassen. Die Seelenbewegungen Gehörloser sah Fontenay, im Vergleich zu Diderots, nicht allein in körpersprachlichen Gebärden ausgedrückt, sondern auch in Schrift und Fingeralphabet (Handalphabet). Dadurch sagte Fontenay zwar aus, dass der fehlende Gehörsinn vor allem durch Gesichts- und Tastsinn ersetzt werden könne, das mit dem Handalphabet un der Schriftsprache Sprachformen zur Verfügung stehen, für die das Gehör kein entscheidender und somit auch nicht zu ersetzender Sinn sind. Daraus geht auch die Beschreibung eines visuellen Reizes in eine visuelle Artikulation (Schriftsprache oder Handalphabet) hervor und nicht die eines visuellen Reizes in eine akustische Artikulation (gesprochenes Wort). Der Tastsinn ermöglichte bei Fontenay auch kein erspüren der artikulatorischen Bewegungen, sondern ein ein verständigen mittels Daktylologie (Fingersprache) im Dunkeln. Die physiologische Begründung ist damit nicht die eines sprechenden Gehörlosen, sondern eine Aufwertung des Lesens und Schreibens zum schriftsprachlichen Gehörlosen. Den in der Erziehung Gehörloser bis dahin verwendeten gesticulations und estampes sprach Fontenay im Gegensatz zu Schrift und dactylologie Grammatikalität und semantische Komplexität ab und lehnte sie daher auch als Sprachformen für die Vermittlung religiöser Inhalte ab. In seinem Dialogue widersprach er diesem Grundsatz zwar etwas, aber letztlich bilden dort auch Grammatik und Semantik die entscheidenden Kriterien mit denen Fontenay Sprachen und Sprachformen klassifiziert und hierarchisiert.
Diese Sprachen und Sprachformen entwickeln sich mit den Konventionen eines sozialen Milieus und einer sprachlichen Tradition. Gemäß Fontenay sind die komplexen und religiösen Lehren deswegen in der Schriftsprache zu vermitteln, weil dies das Medium der katholischen Tradition sei. Der Zugang zu dieser Sprache der religiösen Schriften werde durch eine graduelle Weiterentwicklung von der alltäglichen zur gelehrten Sprache erlangt, ebenso wie der verfeinerte Sprachgebrauch, der mit grammatikalischen Kenntnissen und Reflexionen auf den eigenen Sprachgebrauch einhergehe, im Umgang mit der gebildeten Gesellschaft eingeübt werden. Diese Form des Sprachgebrauchs waren somit auch eine Kunstform wie Musik und Ballett als Teil des gehobenen Bürgertums.
Fontenay differenzierte den sprachlichen Ausdruck demzufolge in zwei Kategorien: den kindlichen Ausdruck und die grammatikalische Sprache. Der kindliche (nicht grammatikalische) Ausdruck sei weitestgehend mit der Physiologie der Nervenerschütterung und mit natürlichen, unbewussten Mechanismen des Lebens erklärbar. Die grammatikalische Sprache differenzierte er wiederum in eingeübten, unreflektierten Sprachgebrauch des Bauern-/Arbeitersohnes und in die Sprachen bzw. Kunstformen der Gebildeten und Gelehrten. Diese Differenzen überlagerten deutlich die Differenzen als die Differenzen zwischen Hörenden und Gehörlosen.
Anders als alleinig durch Pereire behaupteten ermöglichten Spracherwerb, sah Fontenay seinen Spracherwerb durch Pater Vanin, Onkel Lesperat und den Herzog von Chaulnes geschult. Von d'Azy d'Etavigny habe er ebenfalls etwas gelernt. Die premier principes im Unterricht Pereires hätten ihm sehr geholfen, nachdem er in Montpellier und in den Cevennen bereits die Schriftsprache vor allem durch den Unterricht von Bauunternehmer Lucas erhalten hatte sowie durch seinen eigenen Gesellschaftlichen Umgang.
Fontenay beschrieb seinen Erwerb von Schrift und Daktylologie somit nicht als Wesenswandel, sondern als Zugang zu jenem Stand, dem er bereits von Geburt an zugehörig war. Das Sprachvermögen des Bauern-/Arbeitersohnes blieb beschränkt auf die in seinem Lebensumfeld gemachten Erfahrungen, sodass die Lautsprache des hörenden Bauernsohnes wesentlich weniger komplex war als die Schriftsprache, mit welcher der taube Fontenay in seiner Gesellschaft verkehrte und die es ihm ermöglichte, den Bauernsohn ebenso wie die Farbmusik, den Tanz und andere Kunstformen zu einem Gegenstand seiner Reflexion zu machen.

## l'Epees Sicht
De Fontenay äußerte sich schließlich auch kritisch zur Methode von Abbé de l’Epée. Daraufhin veröffentlichte l’Epée 1776 ein Buch, in dem er sich mit der Daktylologie auseinandersetzte, und verwies auf de Fontenay, um die Bildungsmöglichkeiten von Tauben zu veranschaulichen. Er kritisierte, dass Fontenay sich nur mittels Schreibtafeln verständigen konnte, sobald keiner Fontenays Daktylologie konnte.